# Euthyonidiella trita
Euthyonidiella trita is een zeekomkommer uit de familie Sclerodactylidae.
De wetenschappelijke naam van de soort werd in 1910 gepubliceerd door Carel Philip Sluiter.